# Keňa na Letních olympijských hrách 1968
Keňu na Letních olympijských hrách 1968 v Mexiku reprezentovalo 39 sportovců (36 mužů a 3 ženy).

## Medailové pozice
| Medaile | Jméno                                                   | Sport    | Disciplína                |
| ------- | ------------------------------------------------------- | -------- | ------------------------- |
| Zlato   | Kipchoge Keino                                          | Atletika | Muži běh na 1 500 m       |
| Zlato   | Naftali Temu                                            | Atletika | Muži běh na 10 000 m      |
| Zlato   | Amos Biwott                                             | Atletika | Muži 3 000 m překážek     |
| Stříbro | Wilson Kiprugut                                         | Atletika | Muži běh na 800 m         |
| Stříbro | Kipchoge Keino                                          | Atletika | Muži běh na 5 000 m       |
| Stříbro | Benjamin Kogo                                           | Atletika | Muži 3 000 m překážek     |
| Stříbro | Daniel Rudisha Munyoro Nyamau Naftali Bon Charles Asati | Atletika | Muži štafeta 4 × 400 m    |
| Bronz   | Naftali Temu                                            | Atletika | Muži běh na 5 000 m       |
| Bronz   | Philip Waruinge                                         | Box      | Muži pérová váha do 57 kg |